# Hexelasma nolearia
Hexelasma nolearia is een mariene kreeftachtigensoort uit de familie van de Bathylasmatidae. De wetenschappelijke naam van de soort is voor het eerst geldig gepubliceerd in 1978 door Foster.